# Basílica de San Juan Evangelista (Castelseprio)
La basílica de San Juan Evangelista (en italiano: basilica di San Giovanni Evangelista) constituía el principal conjunto religioso del castrum romano, luego lombardo, que se encuentra en Castelseprio (Varese).
En 2011, fue declarado Patrimonio de la Humanidad como parte del grupo de siete bienes inscritos como Centros de poder de los longobardos en Italia (568-774 d. C.) (ref. 1318-003).

## Descripción
El conjunto comprendía la basílica, dedicada a san Juan Evangelista, y un baptisterio octogonal de ascendencia paleocristiana; entre ambos edificios, como todo el castrum, fueron después radicalmente reformados en el siglo VII por los lombardos, que la utilizaron, interna y externamente, como sepulcros para los nobles locales. Escapó, como los otros edificios religiosos lombardos de Castelseprio, a la descrucción del castrum realizada por los Visconti a finales del siglo XIII, la basílica y el baptisterio cayeron en abandono; hoy solo quedan las ruinas.